# معركة مانيلا (1945)
معركة مانيلا هي معركة وقعت بين اليابان والولايات المتحدة بتحالف مع الفلبين في مانيلا عاصمة الفلبين ما بين من 3 فبراير/شباط إلى 3 مارس/اذار 1945.
لقد سببت أعمال القتال خلال شهر واحد من المعركة؛ الدمار الشامل للمدينة وكان هذا الشهر عبارة عن حمام دماء والمكان مسرح لاسوأ قتال في تاريخ حضارة المحيط الهادئ، ولكن بانتهاء ثلاث أعوام من الاحتلال الياباني للفلبين (1942-1945) استولى الجنرال دوغلاس ماك آرثر على المدينة فكان ذلك انتصار حملة الاسترداد.
- وتقول الجزيرة الوثائقية:

"كانت مانيلا لؤلؤة الشرق حيث الحياة المتنوعة قبل أن تتحول إلى مسرح حرب في الأربعينات.
في بداية الأربعينيات سقطت مانيلا في يد الجيش الياباني، حيث يروى شهود عيان في هذا الشريط ما تعرض له السكان أثناء ذلك.
لكن في أواخر 1944 بدا الجيش الأميركي في تحقيق انتصارات واضحة على اليابانيين، ومع هذا استمرت معركة مانيلا على أشدها بين الطرفين، بينما كان سكان مانيلا الضحايا الأشد تضررا".

## تفاصيل المعركة

### تحرير سانتو توماس (Santo Tomas)
في الثالث من شهر شباط توغلت القوات الأمريكية (فرقة الفرسان الأولى) بقيادة اللواء فيران (Verne D. Mudge) الضواحي الشمالية لمدينة مانيلا، واستولت الفرقة على الجسر الحيوي عن طريق نهر تولهن.وكان أسطول الجنرال ويليام تشيس (William C. Chase's من فرقة الفرسان الثامنة) أول وحدة تصل المدينة، حيث بدأ بعدها عبور المنطقة الخضراء عن طريق مدخل جامعة سانتو توماس (University of Santo Tomas) الذي كان قد تحول إلى معسكر اعتقال للمدنيين والجيش والبحرية الأمريكيين والممرضات وتعرف أحيانا باسم «الملائكة باتان».
منذ 4 يناير 1942، والمبنى الرئيسي للجامعة وكان يستخدم لاحتجاز مدنيين. من أصل 4255 سجين، 466 وتوفي في الأسر، وثلاثة قتلوا بينما كانوا يحاولون الفرار في 15 شباط 1942، ولكنه في محاولة ناجحة سجلت محاولة هرب واحدة تقريبا في كانون الثاني 1945.
و في نفس اليوم (3 شباط) قام اليابانيون بقيادة اللفتنانت كولونيل توشيو هاياشي بالدخول إلى مبنى تعليمي ومعهم رهائن، وكان يرجون من هذه الخطوة ان تكون وعاء لتبادل إطلاق النار مع الأمريكيين والفلبينيين.و في اليوم التالي وافق كل من الأمريكيين والفلبينيين عن طريق التفاوض برجوع القوات اليابانية إلى جنوب المدينة؛ وقد سمح لهم بحمل البنادق والمسدسات والسيوف فقط.
وفي اليوم نفسه، قامت دورية من فرقة المشاة السابعة والثلاثين وفرقة المشاة الحادية والثلاثين بتحرير أكثر من 1000 من أسرى الحرب، ومعظمهم من المدافعين السابقيين من سجن بيليبيد التي كانت قد تخلت عنه اليابانية.
في صباح يوم 5 شباط، سبعة وأربعون من اليابانيين خروجوا من الجامعة ليتم ترحيلهم أحياء.لكن اليابانييون لم يلتزموا بخط رجوعهم وخرجوا من التغطية الأمريكية بالقرب من قصر مالاكانانغ عندها لقي بعض الهاربين مصرعهم والبعض الآخر تم ارجاعه إلى سانتو توماس ليتم سجنهم.
- وفي النهاية، تم الإفراج عن 5785 سجينا وهم:3000 فلبينيا، و 2870 أمريكيا، و 745 بريطاني، و 100 من الأستراليين، و 61 كنديا و 50 هولندي، و 25 بولنديا، 7 فرنسيين، ومصريين، وأسبانيان، وسويسري، وألماني وسلوفاكي.[بحاجة لمصدر]

### المجازر
في وقت مبكر من يوم 4 فبراير، أعلن الجنرال ماك آرثر عن الاستيلاء الوشيك على العاصمة وبذلك كان يخطط لرفع معنويات الجند ليقودهم للنصر. لكن المعركة الحقيقية بدأت. وقد افادت فرقة الفرسان الأولى في الشمال والفرقة الحادية عشر في الجنوب ان المقاومة اليابانية احرزت مزيد من التقدم للدخول إلى المدينة.
بعدها بدأت الانطلاقة الأولية للأمريكيين واستمر القتال لشهر تقريبا.في الرابع من شباط قد احتدم القتال بين القوات المتصارعة على الجسر القريب من الجامعة لتقوم الرشاشات اليابانية الثقيلة حيث بدؤوا بأطلاق النار على الحواجز التي اقامتها القوات الأمريكية عبر شارع كويزون مما اضطرها للتراجع ومعها القوات الفلبينية وخلال الانسحاب فجر اليابانيون الجسر.
في 5 فبراير بدأت فرقة المشاة السابعة والثلاثين بالتقدم إلى مانيلا وبالتحديد النصف الغربي من المدينة، ليتم في ظهر اليوم الثامن من نفس الشهر بتطهير المنطقة من الوجود الياباني ليمروا على آثار الدمار والهدم التي خلفتها القوات اليابانية خلفها.
أشد قتال وقع حسب فرقة المشاة (الفرقة 37) في منطقة صغيرة معزولة وسط منطقة صناعية تطل على نهر باسيج.الحامية اليابانية (ربما اصغر كتيبة) تمكنت من صد الهجوم حتى 11 شباط ليدوم الاقتتال لمدة 6 أيام متواصلة معها.
كان اليوم العاشر من شباط بداية لفرض سيطرة القوات الأمريكية على شرق المدينة دون أعتراض، إلا أن الفرق السابعة والثامنة من فرق الفرسان لقيت بعض المقاومة قبل دخولها.و قد احكمت القوات سيطرتها على حنوب النهر، وفي تلك اليلة استطاع الفيلق الرابع عشر لأول مرة الوصول إلى ضفتي النهر والسيطرة على الوضع.
و كان آخر هجوم للبحرية اليابانية برشاشاتها الثقيلة على المدينة في 4 شباط، وفي 10 شباط قامت القوات الجوية الأمريكية (الفيلق الثامن) مع مساعدة المشاة (الفرقة الحادية عشر) حتى تراجعت قوات البحرية إلى المطار.و بعدها قرر اللواء سوينغ تقسم القوات الأمريكية لتطويق المدينة في 12 من شباط.
- لحماية المدينة والمدنين فرضت قيود صارمة على القوات الأمريكية والمدفعية والدعم الجوي من قبل ماك آرثر.و لكن الدمار كان لا بد منه لان فرق المشاة اليانانية كانت تهاجم المبنى تلو المبنى، والبحيرية اليابانية بقيادة البحار ايوابوشي قامت بالهجوم عبر قاذفات اللهب والقنابل اليدوية والبازوكا، عندما بدأت المجزرة فتعرضت المدينة للقصف المتواصل وقام اليابانيون بارتكاب العديد من أعمال وحشية قاسية (العنف والتشويه والاغتصاب والمجازر على السكان) رافقت المعركة من أجل السيطرة على المدينة، التي تحولت إلى انقاض فيما بعد.

### الايام الاخيرة من المعركة
استمر القتال من 23-28 شباط بدحر للقوات اليابانية المقاومة واسترداد بعض القرى المحيطة بمانيلا، وكانت المفاجئة من قبل القوات اليابانية هي تضحية الجنود بأرواحهم عن طريق تفجير انفسهم بالقوات الأمريكية والفلبينية.
و لكن مع كل هذا استطاعت القوات المشتركة ان تعيد المدينة وقراها بعد انتهاء امر الاحتلال الياباني.
- قبل أنتهاء القتال، استدعى ماك آرثر تجمع مؤقت للفلبينيين في قصر مالاكانانغ، وأعلن الكومنولث للفلبين بصورة دائمة ان من واجب قواتهم اعادت المدينة بالكامل.و قال:«بلدي تحفظت على القتال، وعاصمتكم وان كانت تعاني من قسوة الزمان، لكنها استعادت مكانها الصيحيح وهي الآن قلعة الديموقراطية في الشرق».